# Benoît Millot
Benoît Millot (Châtenay-Malabry, 10 januari 1982) is een Frans voetbalscheidsrechter. Hij was in dienst van FIFA en UEFA tussen 2014 en 2023. Ook leidt hij sinds 2011 wedstrijden in de Ligue 1.
Op 13 augustus 2011 leidde Millot zijn eerste wedstrijd in de Franse hoogste divisie, toen FC Sochaux met 1–2 verloor van SM Caen. Tijdens dit duel trok de scheidsrechter eenmaal de gele kaart. Zijn debuut in internationaal verband maakte de Fransman tijdens een wedstrijd tussen FC Koper en Neftçi Bakoe in de tweede voorronde van de UEFA Europa League; het eindigde in 0–2 voor Neftçi. Millot gaf zes gele kaarten, waarvan een de tweede gele kaart voor dezelfde speler betekende. Op 25 mei 2014 leidde hij zijn eerste interland, toen Mali met 1–2 verloor van Guinee. Tijdens dit duel hield de Franse leidsman zijn kaarten op zak. Wel gaf hij Guinee een strafschop die uiteindelijk de wedstrijd besliste.
In mei 2022 werd hij gekozen als een van de videoscheidsrechters die actief zouden zijn op het WK 2022 in Qatar.

## Interlands
| Datum            | Plaats              | Wedstrijd                  | Uitslag | Competitie             | Kreeg geel | Kreeg voor de tweede keer geel en dus rood | Weggestuurd |
| ---------------- | ------------------- | -------------------------- | ------- | ---------------------- | ---------- | ------------------------------------------ | ----------- |
| 25 mei 2014      | Parijs, Frankrijk   | Mali – Guinee              | 1 – 2   | Vriendschappelijk      | 0          | 0                                          | 0           |
| 5 oktober 2017   | Bakoe, Azerbeidzjan | Azerbeidzjan – Tsjechië    | 1 – 2   | WK 2018 kwalificatie   | 3          | 0                                          | 0           |
| 27 mei 2018      | Beauvais, Frankrijk | Kameroen – Burkina Faso    | 0 – 1   | Vriendschappelijk      | 2          | 0                                          | 0           |
| 20 november 2018 | Pristina, Kosovo    | Kosovo – Azerbeidzjan      | 4 – 0   | Nations League 2018/19 | 4          | 0                                          | 0           |
| 13 oktober 2019  | Amiens, Frankrijk   | Ivoorkust – Congo-Kinshasa | 3 – 1   | Vriendschappelijk      | 1          | 0                                          | 0           |
| 18 november 2019 | Gibraltar           | Gibraltar – Zwitserland    | 1 – 6   | EK 2020 kwalificatie   | 5          | 0                                          | 0           |